# Creiis costatus
Creiis costatus är en insektsart som först beskrevs av Walter Wilson Froggatt 1923.  Creiis costatus ingår i släktet Creiis och familjen rundbladloppor. Inga underarter finns listade i Catalogue of Life.